# Stedocys uenorum
Stedocys uenorum is een spinnensoort in de taxonomische indeling van de lijmspuiters (Scytodidae).
Het dier behoort tot het geslacht Stedocys. De wetenschappelijke naam van de soort werd voor het eerst geldig gepubliceerd in 1995 door Hirotsugu Ono.
hoi